# رابرت سی. اسمیت
رابرت سی. اسمیت (به انگلیسی: Robert C. Smith) سناتور سابق عضو حزب جمهوری‌خواه ایالات متحده آمریکا بود. وی در سال ۱۹۹۱ تا ۲۰۰۳ میلادی سناتور ایالت نیوهمپشایر در سنای ایالات متحده آمریکا بود.